# انریک لانسانا
انریک لانسانا (انگلیسی: Enric Llansana؛ زادهٔ ۱۲ آوریل ۲۰۰۱) بازیکن فوتبال اهل پادشاهی هلند است.
از باشگاه‌هایی که در آن بازی کرده‌است می‌توان به باشگاه فوتبال آژاکس آمستردام اشاره کرد.
وی همچنین در تیم‌های ملی فوتبال Netherlands national under-15 football team، زیر ۱۷ سال هلند، زیر ۱۷ سال هلند، زیر ۱۹ سال هلند، و زیر ۱۹ سال هلند بازی کرده‌است.